# Sonates pour piano de Bax
Arnold Bax, compositeur anglais a écrit cinq sonates pour piano entre 1910 et 1932, mais ce qui devait à l'origine devenir sa troisième sonate est restée inédite lorsqu'il décida de l'arranger pour orchestre et d'en faire sa première symphonie.

## Sonateno1
Elle a été écrite en fa-dièse mineur en 1910, pendant le séjour du musicien en Russie, révisée en 1917 puis en 1921.
Elle a été sous-titrée dans un premier temps poème romantique puis fantaisie symphonique dans sa seconde mouture. Tout comme la sonate suivante, elle est d'un seul bloc et d'inspiration nettement post-lisztienne.
La création a été faite par Myra Hess en 1911.
Elle comporte trois sections et son exécution dure environ vingt minutes.
- Not too fast and very decisive in rhythm - Allegro passionato
- Tempo I (Allegro deciso) - Più lento
- Tempo I Languido et lontano - Allegro moderato - Broad and triumphant

## Sonateno2
Elle a été écrite en sol majeur en 1919 avec une révision en 1920.
En trois sections, son exécution dure environ vingt-cinq minutes.
- Lento. Tenebroso. Slow – moderato eroico
- Lento – Vivace – Tempo I
- Tempo I – Molto largamente – Lento

## Sonate enmi-bémolmajeur
Écrite pendant l'été 1921, c'est la plus ambitieuse de toutes les sonates du compositeur. Il est intéressant de constater les différences qui existent entre cette version d'origine et la symphonie ultérieure. Si le premier mouvement est une quasi transcription, le mouvement lent est entièrement différent et le finale comporte d'importants remaniements textuels. Sa durée d'exécution est de 30-35 minutes.
- Allegretto moderato e feroce
- Lento con molto espressione
- Scherzo - Finale. Largamente

## Sonateno3
Elle a été écrite en sol-dièse mineur et achevée le 23 novembre 1926, entre sa seconde et sa troisième symphonie.
La première eut lieu à Liverpool le 18 novembre 1927 par Harriet Cohen, compagne du musicien.
Elle comporte trois mouvements et son exécution dure environ vingt-cinq  minutes.
- Allegro moderato - Vivo - Andante con moto - Tempo I - Vivace
- Lento moderato
- Allegro - Moderato molto espressivo - Tempo I

## Sonateno4
Elle a été écrite en sol majeur en 1932 et dédiée à Charles Lynch. 
La première eut lieu à New York le premier février 1934 par Harriet Cohen.
Elle comporte trois mouvements et son exécution dure environ vingt  minutes. Son style est assez nettement néo-classique, ce qui contraste avec les sonates précédentes.
- Allegro giusto - Largamente - Vivace
- Allegretto quasi andante
- Allegro - Allegro maestoso - Trionfale - Tempo I

## Enregistrements
- Iris Loveridge : sonates nos 1 à 4 (Lyrita 1959-65)
- Eric Parkin : sonates nos 1 à 4 (Chandos 1985)
- Marie-Catherine Girod : sonates nos 1 à 4 (Opes 3D 1992)
- Ashley Wass : sonates nos 1 à 4 (Naxos 2003-4)
- Michael Endres : les cinq sonates (Oehms 2005)

Plusieurs versions isolées dont la Sonate en si-bémol par John McCabe.